# Список патриархов Константинопольских
Список апостолов, епископов и патриархов Константинопольской православной церкви с годами правления.

## Епископы Византийские (38 — 326)
| №  | Изображение    | Имя (годы жизни)               | Правление | Правление  | Комментарии                                                                         |
| №  | Изображение    | Имя (годы жизни)               | Начало    | Конец      | Комментарии                                                                         |
| -- | -------------- | ------------------------------ | --------- | ---------- | ----------------------------------------------------------------------------------- |
| 1  |                | святой Андрей                  | ?         | 38         | Апостол из 11. По легенде — первый Византийский епископ, умер мученической смертью. |
| 2  | (первый слева) | святой Стахий (? — 54)         | 38        | 54         | Апостол из 70                                                                       |
| 3  |                | святой Онисим (? — 90)         | 54        | 68         | Апостол из 70                                                                       |
| —  |                | Вдовство епископского престола | 68        | 71         | Вакансия.                                                                           |
| 4  |                | Поликарп I (? — 89)            | 71        | 89         |                                                                                     |
| 5  |                | Плутарх (? — 105)              | 89        | 105        |                                                                                     |
| 6  |                | Седекион (? — 114)             | 105       | 114        |                                                                                     |
| 7  |                | Диоген (? — 129)               | 114       | 129        |                                                                                     |
| 8  |                | Элевтерий (? — 136)            | 129       | 136        |                                                                                     |
| 9  |                | Феликс (? — 141)               | 136       | 141        |                                                                                     |
| 10 |                | Поликарп II (? — 144)          | 141       | 144        |                                                                                     |
| 11 |                | Афинодор (? — 148)             | 144       | 148        |                                                                                     |
| 12 |                | Евзой (? — 154)                | 148       | 154        |                                                                                     |
| 13 |                | Лаврентий (? — 166)            | 154       | 166        |                                                                                     |
| 14 |                | Алипий (? — 169)               | 166       | 169        |                                                                                     |
| 15 |                | Пертинакс (? — 187)            | 169       | 187        |                                                                                     |
| 16 |                | Олимпиан (? — 198)             | 187       | 198        |                                                                                     |
| 17 |                | Марк I                         | 198       | 211        |                                                                                     |
| 18 |                | Филадельф                      | 211       | 217        |                                                                                     |
| 19 |                | Кириак (Кириллиан)             | 217       | 230        |                                                                                     |
| 20 |                | Кастин (Константин)            | 230       | 240        |                                                                                     |
| 21 |                | Евгений I                      | 240       | 242        |                                                                                     |
| 22 |                | Тит                            | 242       | 272        |                                                                                     |
| 23 |                | Дометий                        | 272       | 284        |                                                                                     |
| 24 |                | Руфин                          | 284       | 293        |                                                                                     |
| 25 |                | Проб                           | 293       | 306        |                                                                                     |
| 26 |                | Митрофан                       | 306/307   | 4 июня 326 |                                                                                     |

## Архиепископы Константинопольские (326—451)
| №  | Изображение | Имя (годы жизни)                         | Правление     | Правление     | Комментарии                     |
| №  | Изображение | Имя (годы жизни)                         | Начало        | Конец         | Комментарии                     |
| -- | ----------- | ---------------------------------------- | ------------- | ------------- | ------------------------------- |
| 27 |             | святой Александр (237/244 — 337 или 340) | лето 326      | август 337    |                                 |
| 28 |             | святой Павел I (? — 350)                 | осень 337     | 339           |                                 |
| 29 |             | Евсевий Никомедийский (? — 341)          | конец 339     | конец 341     | Арианский архиепископ           |
| —  |             | святой Павел I (? — 350)                 | конец 341     | начало 342    | Вторично                        |
| 30 |             | Македоний I (? — 360)                    | начало 342    | начало 346    | Арианский архиепископ           |
| —  |             | святой Павел I (? — 350)                 | начало 346    | конец 350     | В третий раз                    |
| —  |             | Македоний I (? — 360)                    | сентябрь 351  | 27 января 360 | Арианский архиепископ; вторично |
| 31 |             | Евдоксий Антиохийский                    | 27 января 360 | начало 370    | Арианский архиепископ           |

| Архиепископ, избранный арианами - Демофил (начало 370 — 26 ноября 380) (арианский архиепископ) | Архиепископ, избранный кафоликами - Евагрий (начало 370 несколько месяцев) (в оппозиции) |

- ?Евагрий (короткий срок в начале лета 380) (вторично)?

| Архиепископ, назначенный александрийскими иерархами - Максим I Киник (Ирон) (начало лета 380 — июнь 381) | местоблюститель, призванный константинопольской общиной - Святой Григорий I Богослов (начало 379 — начало лета 380) (официально не хиротонисан) |

- Святой Григорий I Богослов (июнь 381)
- Святой Нектарий (июнь 381 — 27 сентября 397)
- вдовство архиепископского престола (вакансия)
- Святой Иоанн I Златоуст (26 февраля 398 — 10 июня 404)
- Святой Арсакий Тарсийский (27 июня 404— 5 ноября 405)
- вдовство архиепископского престола (вакансия)
- Святой Аттик (начало марта 406 — 10 октября 425)
- вдовство архиепископского престола (вакансия)
- Святой Сисиний I (28 февраля 426 — 24 декабря 427)
- вдовство архиепископского престола (вакансия)
- Несторий (10 апреля 428 — 22 июня 431)
- вдовство архиепископского престола (вакансия)
- Святой Максимиан (25 октября 431 — 12 апреля 434)
- Святой Прокл (12/13 апреля 434 — 12 июля 446/447)
- Святой Флавиан Исповедник (июль 447 — 8 августа 449)

## Константинопольские патриархи (с 451)
- святой Анатолий (ноябрь-декабрь 449 — 3 июля 458)
- святой Геннадий I (август-сентябрь 458 — 20 ноября 471)
- Акакий (февраль 472 — 26 ноября 489)
- Фравита (декабрь 489 — март 490)
- Евфимий (весна 490 — весна 496)
- святой Македоний II (июль 496 — 11 августа 511)
- Тимофей I Литровул (октябрь 511 — 5 апреля 518)
- святой Иоанн II Каппадокиец (17 апреля 518 — феврале 520)
- Епифаний (25 февраля 520 — 5 июня 535)
- Анфим I (июнь 535 — до марта 536)
- святой Мина (13 марта 536 — 24 августа 552)
- святой Евтихий (конец августа 552 — 31 января 565)
- святой Иоанн III Схоластик (31 января 565 — 31 августа 577)
- святой Евтихий (3 октября 577 — 5/6 апреля 582) (вторично)

## Вселенские патриархи (с 587 или 588)
- святой Иоанн IV Постник (12 апреля 582 — 2 сентября 595)
- святой Кириак II (конец 595 или начало 596 — 29 октября 606)
- вдовство патриаршего престола (вакансия)
- святой Фома I (23 января 607 — 20 марта 610)
- Сергий I (18 апреля 610 — 8 или 9 декабря 638), монофелит, посмертно анафемствован Третьим Константинопольским собором
- Пирр (декабрь 638 — сентябрь 641), монофелит
- Павел II (октябрь 641 — декабрь 653), монофелит, посмертно анафемствован Третьим Константинопольским собором
- Пирр (8 или 9 января 654 — 1 июня 654) (вторично), монофелит, посмертно анафемствован Третьим Константинопольским собором
- Пётр (июнь 654 — октябрь 666), монофелит, посмертно анафемствован Третьим Константинопольским собором
- вдовство патриаршего престола (вакансия)
- святой Фома II (17 апреля 667 — 15 ноября 669)
- святой Иоанн V (ноябрь 669 — август 674/675)
- святой Константин I (2 сентября 674/675 — 9 августа 677)
- святой Феодор I (август-сентябрь 677 — ноябрь-декабрь 679)
- святой Георгий I Кипрский (ноябрь-декабрь 679 — январь-февраль 686), монофелит, воссоединился с православными на VI Вселенском Соборе
- святой Феодор I (январь-февраль 686 — 28 декабря 687) (вторично)
- святой Павел III (январь 688 — 20 августа 694)
- святой Каллиник I (сентябрь 694 — весна 706)
- святой Кир (весна 706 — начало 712)
- Иоанн VI (начало 712 — июль / август 715)
- святой Герман I (11 августа 715 — 17 января 730), отказался от престола
- Анастасий (22 января 730 — январь 754), иконоборец
- Константин II (8 августа 754 — 30 августа 766), иконоборец, низложен
- Никита I (16 ноября 766 — 6 февраля 780), иконоборец
- святой Павел IV Новый (20 февраля 780 — 31 августа 784)
- святой Тарасий (25 декабря 784 — 18 февраля 806)
- святой Никифор (12 апреля 806 — 13 марта 815), отказался от престола
- Феодот Касситера (Мелиссинос) (1 апреля 815 — примерно в январе 821), иконоборец
- Антоний I Кассимата (примерно в январе 821 — январь 837), иконоборец
- Иоанн VII Грамматик (Ованес Морохарзаний Карахан) (21 января 837 — 4 марта 843), иконоборец, низложен
- святой Мефодий I Омологита (март 843 — 14 июня 847)
- святой Игнатий (Никита Рангаве) (3 июля 847 — 23 октября 858)
- святой Фотий I Великий (25 декабря 858 — 23 сентября 867)
- святой Игнатий (Никита Рангаве) (23 ноября 867 — 23 октября 877) (вторично)
- святой Фотий I Великий (26 октября 877 — 29 сентября 886) (вторично)

### Обострение отношений между Восточной и Западной Церквами
- святой Стефан I (25 декабря 886 — 17 мая 893)
- вдовство патриаршего престола (вакансия)
- святой Антоний II Кавлея (август 893 — 12 февраля 901)
- святой Николай I Мистик (1 марта 901 — 1 февраля 907)
- святой Евфимий I (февраль 907 — 15 мая 912)
- святой Николай I Мистик (май 912 — 15 мая 925) (вторично)
- вдовство патриаршего престола (вакансия)
- святой Стефан II Амасийский (29 июня 925 — 19 июля 927)
- вдовство патриаршего престола (вакансия)
- святой Трифон (14 декабря 927 — август 931)
- вдовство патриаршего престола (вакансия)
- Феофилакт (Феофилакт Лакапен) (2 февраля 933 — 27 февраля 956)
- святой Полиевкт второй Златоуст (3 апреля 956 — 5 февраля 970)
- Василий I Скамандрин (5 февраля 970 — декабрь 973)
- Антоний III Студит (декабрь 973 — июнь 978 или февраль 979[1] или апрель 979[2][3])
- Николай II Хрисоверг (12 февраля 979[1] или апрель/май 980 — 12 октября 991[1] или 16 декабря 991)
- вдовство патриаршего престола (вакансия)
- Сисиний II (12 апреля 996 — 24 августа 998)
- Сергий II Студит (Мануилит) (998[4] или 999[5][6] или 1001[7] — июль 1019)
- Евстафий (июль 1019 — декабрь 1025)
- Алексий Студит (декабрь 1025 — 20 февраля 1043)

### После Великой схизмы (1054)
- Михаил I Кируларий (25 марта 1043 — 2 ноября 1058)
- вдовство патриаршего престола (вакансия)
- Константин III Лихуд (Лихуд) (2 февраля 1059 — 9/10 августа 1063)
- Иоанн VIII Ксифилин (Ксифилин) (1064 — 2 августа 1075)
- Косма I Иерусалимит (2 августа 1075 — 8 мая 1081)
- Евстратий Гарида (8 мая 1081 — июль 1084) (отрёкся от престола, необоснованно обвинённый в т. н. мессалианской ереси)
- Николай III Грамматик или Богоизбранный (Кирдиниат) (1084 — апрель/май 1111)
- Иоанн IX Агапит (24 мая 1111 — конец апреля 1134)
- Лев Стипп (май 1134 — январь 1143)
- вдовство патриаршего престола (вакансия)
- Михаил II Оксеит (Курку) (июль 1143 — март 1146)
- Косма II Аттик (апрель 1146 — 26 февраля 1147)
- вдовство патриаршего престола (вакансия)
- Николай IV Музалон (декабрь 1147 — март/апрель 1151)
- Феодот II (март — апрель 1151— апрель 1152 / 1153) (после смерти обвинялся в богомильстве)
- вдовство патриаршего престола (вакансия)
- Неофит I (октябрь 1154 — конец ноября 1154) (избран, но не рукоположен)
- Константин IV Хлиарин (ноябрь 1154 — конец мая 1157)
- Лука Хрисоверг (1157—1170)
- Михаил III Анхиальский (1170—1177)
- Харитон Евгениот (между мартом и августом 1177—1178 одиннадцать месяцев)
- вдовство патриаршего престола (вакансия)
- Феодосий I Ворадиот (июль 1179 — август 1183)
- Василий II Каматерос (Филакопул) (август 1183 — февраль 1186)
- Никита II Мунтан (февраль 1186 — февраль 1189)
- Досифей Иерусалимский (февраль 1189 девять дней)
- Леонтий Феотокит (февраль/март 1189 — сентябрь/начало октября 1189 семь месяцев)
- Досифей Иерусалимский (сентябрь/начало октября 1189 — 10 сентября 1191) (вторично)
- Георгий II Ксифилин (10 сентября 1191 — 7 июля 1198)
- Иоанн X Каматир (5 августа 1198 — апрель/май 1206)
- вдовство патриаршего престола (вакансия)
- Михаил IV Авториан (20 марта 1208 — 26 августа 1212)
- вдовство патриаршего престола (вакансия) (тринадцать месяцев)
- Феодор II Ириник (Копа) (28 сентября 1213 — 31 января 1216)
- Максим II (3 июня 1216 — декабрь 1216)
- Мануил I Харитопул Сарантин (декабрь 1216/январь 1217 — май/июнь 1222)
- Герман II (29/30 июня 1222 — июнь 1240)
- Мефодий II (1240 три месяца)
- вдовство патриаршего престола (вакансия)
- Мануил II (1243 — после 3 ноября 1254)
- вдовство патриаршего престола (вакансия)
- Арсений Авториан (Георгий Агаллиан) (1255—1259)
- Никифор II (после 1 января 1260 — 25 июля 1261)
- Арсений Авториан (Георгий Агаллиан) (август 1261 — май 1265) (вторично)
- Герман III (Лаз Маркуца) (25 мая 1265 — 14 сентября 1266)
- вдовство патриаршего престола (вакансия)
- Иосиф I Галесиот (28 декабря 1266 — май 1275)
- Иоанн XI Векк (2 июня 1275— 26 декабря 1282)
- Иосиф I Галесиот (26 декабря 1282 — 23 марта 1283) (вторично)
- Григорий II (Георгий) Кипрский (23 марта 1283 — июнь 1289)
- вдовство патриаршего престола (вакансия)
- Афанасий I (14 октября 1289 — 16 октября 1293)
- вдовство патриаршего престола (вакансия)
- Иоанн XII (Косма) (1 января 1294 — 21 января 1303)
- вдовство патриаршего престола (вакансия)
- Афанасий I (23 июля 1303 — сентябрь 1309) (вторично)
- вдовство патриаршего престола (вакансия)
- Нифонт I (9 мая 1310 — 11 апреля 1314)
- вдовство патриаршего престола (вакансия)
- Иоанн XIII Гликис (12 мая 1315/1316 — 11 мая 1319/1320)
- Герасим I (21 мая 1320 — 19 апреля 1321)
- вдовство патриаршего престола (вакансия)
- Исайя (11 ноября 1323 — 13 мая 1332)
- вдовство патриаршего престола (вакансия)
- Иоанн XIV Калека (февраль 1334 — 2 февраля 1347)
- вдовство патриаршего престола (вакансия)
- Исидор I Вухирас (17 мая 1347 — февраль/март 1350)
- вдовство патриаршего престола (вакансия)
- Каллист I (10 июня 1350—1353)
- Филофей Коккин (Фока Коккинос) (сентябрь 1353—1355)
- Каллист I (январь 1355 — август 1363) (вторично)
- вдовство патриаршего престола (вакансия)
- Филофей Коккин (Фока Коккинос) (8 октября 1364 — конец 1376) (вторично)
- Макарий (1376—1379)
- Нил Керамевс (конец 1379 — 1 февраля 1388)
- вдовство патриаршего престола (вакансия)
- Антоний IV (12 января 1389 — июль 1390)
- Макарий (август 1390—1391) (вторично)
- Антоний IV (март 1391 — май 1397) (вторично)
- Каллист II Ксанфопул (17 мая 1397 три месяца)
- вдовство патриаршего престола (вакансия)
- Матфей (ноябрь 1397 — август 1410)
- вдовство патриаршего престола (вакансия)
- Евфимий II (25/26 октября 1410 — 29 марта 1416)
- вдовство патриаршего престола (вакансия)
- Иосиф II (Шишман) (21 мая 1416— 10 июня 1439)
- вдовство патриаршего престола (вакансия)
- Митрофан II Митрофон (4/5 мая 1440 — 1 августа 1443)
- Григорий III Мамма (Милиссин Стратигопул) (1443—1450)
- Афанасий II (1450) (существование под сомнением)
- вдовство патриаршего престола (вакансия)

### Константинополь под властью Османской империи
- Геннадий II Схоларий (Георгий Куртесий) (6 января 1454 — май 1456)
- Исидор II Ксанфопул (май 1456 — 31 марта 1462)

Мнения учёных о преемственности патриархов в период с 1462 по 1466 расходятся. Основные положения заключаются в следующем:

| Согласно Димитриосу Киминасу (2009): - Иоасаф I Кокка (апрель 1462 — апрель 1463) - Геннадий II Схоларий (Георгий Куртесий) (апрель 1463 — июнь 1463) (вторично) - Софроний I Сиропул (июнь 1463 — август 1464) - Геннадий II Схоларий (Георгий Куртесий) (август 1464 — осень 1465) (в третий раз) - Марк II Ксилокарав (осень 1465 — осень 1466) - Симеон I Трапезундский (осень 1466 — осень 1466) | Согласно Виталиену Лорану (1968): - Иоасаф I Кокка (апрель 1462 — апрель 1463) - Геннадий II Схоларий (Георгий Куртесий) (апрель 1463 — май 1463) (вторично) - Софроний I Сиропул (май 1463 — июль 1464) - Геннадий II Схоларий (Георгий Куртесий) (август 1464 — осень 1465) (в третий раз) - Симеон I Трапезундский (осень 1465) - Марк II Ксилокарав (начало 1466 — осень 1466) | Согласно Герману Сардскому (1933-38): - Геннадий II Схоларий (Георгий Куртесий) (лето 1462 — лето 1463) (вторично) - Софроний I Сиропул (август 1463 — август 1464) - Геннадий II Схоларий (Георгий Куртесий) (август 1464 — осень 1464) (в третий раз) - Иоасаф I Кокка (начало 1465 — начало 1466) - Марк II Ксилокарав (начало 1466 — середина 1466) - Симеон I Трапезундский (середина 1466 — конец 1466) |

- Дионисий I Мудрый (январь 1467 — конец 1471)
- Симеон I Трапезундский (конец 1471/начало 1472 — начало 1475) (вторично)
- Рафаил I Трибал (начало 1475 — начало 1476)
- Максим III Философ (Эммануэль Христонимос) (весна 1476 — 3 апреля 1482)
- Симеон I Трапезундский (апрель 1482 — осень 1486) (в третий раз)
- Нифонт II (Николай) (конец 1486 — начало 1488)
- Дионисий I Мудрый (июль 1488 — конец 1490) (вторично)
- Максим IV Манассис (начало 1491 — начало 1497)
- Нифонт II (лето 1497 — август 1498) (вторично)
- Иоаким I (осень 1498 — весна 1502)
- Нифонт II (весна 1502) (в третий раз)
- вдовство патриаршего престола (вакансия)
- Пахомий I (начало 1503 — начало 1504)
- Иоаким I (начало 1504 — осень 1504) (вторично)
- Пахомий I (осень 1504— начало 1513) (вторично)
- Феолепт I (середина 1513 — осень 1522)
- Иеремия I (31 декабря 1522 — апрель—май 1524)
- Иоанникий I (апрель—май 1524 — 24 сентября 1525) (в оппозиции)
- Иеремия I (24 сентября 1525 — 13 января 1546) (вторично)
- Дионисий II Галат (17 апреля 1546 — июль 1555)
- Иоасаф II Великолепный (июль—август 1555 — январь 1565)
- Митрофан III (Мануил Михаил) (январь—февраль 1565 — 4 мая 1572)
- Иеремия II (Транос) (5 мая 1572 — 29 ноября 1579)
- Митрофан III (Мануил Михаил) (29 ноября 1579 — 9 августа 1580) (вторично)
- Иеремия II (Транос) (август 1580 — февраль/начало марта 1584) (вторично)
- Пахомий II (Патестос или Баттиста) (22 февраля 1584 — 26(27) февраля 1585) (управлял нелегально)
- Феолепт II (16 (27) февраля 1585 — май 1586 или апрель 1587)
- Иеремия II (Транос) (май 1586 или середина 1587 — конец 1595) (в третий раз)
- Матфей II (с начала февраля 1596 20 дней)
- Гавриил I (февраль 1596 — июль/август 1596)
- вдовство патриаршего престола (вакансия)
  - Феофан (Карикес) (сентябрь — декабрь 1596) (местоблюститель)
  - Мелетий Пига (1597) (местоблюститель)
- Феофан I (Карикес) (26 февраля 1597 — 26 марта 1597)
- вдовство патриаршего престола (вакансия)
  - Мелетий I Пига (27 марта/4 апреля 1597 — апрель 1598) (местоблюститель)
- Матфей II (апрель 1598— декабрь 1601/январь — февраль 1602) (вторично)
- Неофит II (февраль 1602 — середина января 1603)
- Матфей II (январь 1603 — февраль 1603 несколько дней) (в третий раз)
- Рафаил II (март 1603 — до октября 1607)
- Неофит II (15 октября 1607 — октябрь 1612) (вторично)
- вдовство патриаршего престола (вакансия)
  - Кирилл (Лукарис) (октябрь 1612 — октябрь—ноябрь 1612) (местоблюститель)
- Тимофей II Мармаринос (октябрь—ноябрь 1612 — март 1620)
- Кирилл I (Константин Лукарис) (4 ноября 1620 — 12 апреля 1623)
- Григорий IV Амасийский (17 апреля 1623 — 18 июня 1623)
- Анфим II (18 июня 1623 — 22 сентября 1623)
- Кирилл I (Константин Лукарис) (22 сентября 1623 — 4 октября 1633) (вторично)
- Кирилл II Контари (4 октября 1633 — 11 октября 1633)
- Кирилл I (Константин Лукарис) (11 октября 1633 — 25 февраля 1634) (в третий раз)
- Афанасий III Пателларий (25 февраля 1634 — начало апреля 1634)
- Кирилл I (Константин Лукарис) (начало апреля 1634 — начало марта 1635) (в четвёртый раз)
- Афанасий III Пателларий (несколько дней 1635) (вторично)
- Кирилл II Контари (10 марта 1635 — середина июня 1636) (вторично)
- Неофит III (середина июня 1636 — 5 марта 1637)
- Кирилл I (Константин Лукарис) (1637—1638) (в пятый раз)
- Кирилл II Контари (20 июня 1638 — (конец июня 1639) (в третий раз)
- Парфений I Герон (1639—1644)
- Парфений II Оксис или Новый или Голиаф или Каксекинис (8 сентября 1644 — ноябрь 1646)
- Иоанникий II (Линдиос) (16 ноября 1646 — 29 октября 1648)
- Парфений II Оксис или Новый или Голиаф или Каксекинис (29 октября 1648 — 16 мая 1651) (вторично)
- Иоанникий II (Линдиос) (июнь 1651 — середина июня 1652) (вторично)
- Кирилл III Спанос (8 дней в середине июня 1652)
- Афанасий III Пателларий (15 дней в третьей декаде июня 1652) (в третий раз)
- Паисий I (июль 1652 — апрель 1653)
- Иоанникий II (Линдиос) (первая половина апреля 1653 — начало марта 1654) (в третий раз)
- Кирилл III Спанос (14 дней с начала марта 1654) (вторично)
- Паисий I (март 1654 — март 1655) (вторично)
- Иоанникий II (Линдиос) (март 1655 — конец середины июля 1656) (в четвёртый раз)
- Парфений III (26 июля 1656 — 24 марта 1657)
- Гавриил II (23 апреля 1657 — 29 апреля 1657)

| - Парфений IV Могилал Хумхум (1 мая 1657 — июнь 1659) | - Феофан II (1659) (в оппозиции) |

- вдовство патриаршего престола (вакансия)
- Дионисий III (Бардалис) (1662—1665)
- Парфений IV Могилал Хумхум (21 октября 1665 — 9 сентября 1667) (вторично)
- Климент (9 сентября 1667 — 21 октября 1667) (не признан)
- вдовство патриаршего престола (вакансия)
- Мефодий III Моронис (5 января 1668 — март 1671)
- Парфений IV Могилал Хумхум (март 1671 — 7 сентября 1671) (в третий раз)
- Дионисий IV Муселимис (Комнин) (8 ноября 1671 — 25 июля 1673)
- Герасим II (1673—1674)
- Парфений IV Могилал Хумхум (1 января 1675 — 19 июля 1676) (в четвёртый раз)
- Дионисий IV Муселимис (Комнин) (29 июля 1676 — 29 июля 1679) (вторично)
- Афанасий IV (2 августа 1679 — 10 августа 1679)
- Иаков (10 августа 1679 — 30 июля 1682)
- Дионисий IV Муселимис (Комнин) (30 июля 1682 — 10 марта 1684) (в третий раз)
- Парфений IV Могилал Хумхум (10 марта 1684 — 20 марта 1685) (в пятый раз)
- Иаков (20 марта 1685 — конец марта 1686) (вторично)
- Дионисий IV Муселимис (Комнин) (конец марта 1686 — 17 октября 1687) (в четвёртый раз)
- Иаков (12 октября 1687 — 3 марта 1688) (в третий раз)
- Каллиник II Акарнанский (Поулос) (3 марта 1688 — 27 ноября 1688)
- Неофит IV (27 ноября 1688 — 7 марта 1689)
- Каллиник II Акарнанский (Поулос) (7 марта 1689 — июль/август 1693) (вторично)
- Дионисий IV Муселимис (Комнин) (август 1693 — апрель 1694) (в пятый раз)
- Каллиник II Акарнанский (Поулос) (апрель 1694 — 8(19) августа 1702) (в третий раз)
- Гавриил III (август 1702 — 28 октября 1707)
  - Неофит V (31 октября — 5 ноября 1707) (не вступил на престол)
- Киприан (5 ноября 1707 — июнь 1709)
- Кирилл IV (июнь 1709) (избрание аннулировано)
- Афанасий V (Маргуний) (июнь 1709 — декабрь 1711)
- Кирилл IV (15 декабря 1711 — ноябрь 1713) (вторично)
- Киприан (ноябрь 1713 — 11 марта 1714) (вторично)
- Косьма III (11 марта 1714 — 3 апреля 1716)
- Иеремия III (апрель 1716 — 30 ноября 1726)
- Каллиник III (30 ноября 1726 — пару часов)[11]
- Паисий II (Кюнмуржиоглу) (1 декабря 1726 — сентябрь 1732)
- Иеремия III (26 сентября 1732 — март/апрель 1733) (вторично)
- Серафим I (март/апрель 1733 — октябрь 1734)
- Неофит VI (8 октября 1734 — август/сентябрь 1740)
- Паисий II (Кюнмуржиоглу) (август/сентябрь 1740 — май/июнь 1743) (вторично)
- Неофит VI (май/июнь 1743 — март/апрель 1744) (вторично)
- Паисий II (Кюнмуржиоглу) (март/апрель 1744 — 9 октября 1748) (в третий раз)
- Кирилл V (9 октября 1748 — июнь 1751)
- Паисий II (Кюнмуржиоглу) (июнь 1751 — сентябрь 1752) (в четвёртый раз)
- Кирилл V (18 сентября 1752 — 27 января 1757) (вторично)
- Каллиник IV (Константин Маврикий) (27 января — 2 августа 1757)
- Серафим II (Анин) (2 августа 1757 — 6 апреля 1761)
- Иоанникий III (Караджас) (6 апреля 1761 — 1 июня 1763)
- Самуил (Скарлатос Хадзерис) (4 июня 1763 — 16 ноября 1768)
- Мелетий II (Калвокоресис) (16 ноября 1768 — апрель 1769)
- Феодосий II (Христианопулос) (22 апреля 1769 — 27 ноября 1773)
- Самуил (Скарлатос Хадзерис) (28 ноября 1773 — 4 января 1775) (вторично)
- Софроний II (4 января 1775 — 19 октября 1780)
- Гавриил IV (19 октября 1780 — 10 июля 1785)
- Прокопий I (Пелекасис) (июль 1785 — 11 мая 1789)
- Неофит VII (12 мая 1789 — 12 апреля 1794)
- Герасим III (14 марта 1794 — 30 апреля 1797)
- Святой Григорий V Этномартирас (Георгий Ангелопулос) (30 апреля 1797 — 29 декабря 1798)
- Неофит VII (30 декабря 1798 — 29 июня 1801) (вторично)
- Каллиник V (29 июля 1801 — 4 октября 1806)
- Святой Григорий V Этномартирас (Георгий Ангелопулос) (5 октября 1806 — 22 сентября 1808) (вторично)
- Каллиник V (22 сентября 1808 — 5 мая 1809) (вторично)
- Иеремия IV (5 мая 1809 — 16 марта 1813)
- Кирилл VI (Константин Серпентцоглу) (16 марта 1813 — 25 декабря 1818)
- Святой Григорий V Этномартирас (Георгий Ангелопулос) (26 декабря 1818 — 22 апреля 1821) (в третий раз)
- Евгений II (22 апреля 1821 — 8 августа 1822)
- Анфим III (Хорианопулос) (9 августа 1822 — 21 июля 1824)
- Хрисанф (Манолис) (21 июля 1824 — 8 октября 1826)
- Агафангел (8 октября 1826 — 17 июля 1830)
- Константий I Мудрый (18 июля 1830 — 30 августа 1834)
- Константий II (30 августа 1834 — 8 октября 1835)
- Григорий VI (Георгий Фуртуниадис) (9 октября 1835 — 3 марта 1840)
- Анфим IV (Тамвакис или Вамвакис) (3 марта 1840 — 18 мая 1841)
- Анфим V (Хрисафидис) (18 мая 1841 — 24 июня 1842)
- Герман IV (26 июня 1842 — 30 апреля 1845)
- Мелетий III (Мелетий Панкалос) (30 апреля — 10 декабря 1845)
- Анфим VI Куталианос (Иоаннидис) (16 декабря 1845 — 30 октября 1848)
- Анфим IV (Тамвакис или Вамвакис) (30 октября 1848 — 11 ноября 1852) (вторично)
- Герман IV (13 ноября 1852 — 28 сентября 1853) (вторично)
- Анфим VI Куталианос (Иоаннидис) (6 октября 1853 — 3 октября 1855) (вторично)
- Кирилл VII (Константин) (3 октября 1855 — 13 июля 1860)
- Иоаким II Коккодис (Иоанн Коккодис (Курсулудис)) (16 октября 1860 — 21 июля 1863)
- Софроний III (Ставрос Меиданцоглу) (2 октября 1863 — 16 сентября 1866)
- вдовство патриаршего престола (вакансия)
- Григорий VI (Георгий Фуртуниадис) (22 февраля 1867 — 22 июня 1871) (вторично)
  - Дионисий Дидимотикейский (Харитонидис) (июнь 1871 — сентябрь 1871) (местоблюститель)
- Анфим VI Куталианос (Иоаннидис) (17 сентября 1871 — 12 октября 1873) (в третий раз)
- Иоаким II Коккодис (Иоан Кроусоулоудис) (5 декабря 1873 — 16 августа 1878) (вторично)
- вдовство патриаршего престола (вакансия)
  - Агафангел Эфесский (Гавриилидис) (август 1878 — октябрь 1878) (местоблюститель)
- Иоаким III (Христос Деведзис) (16 октября 1878 — 11 апреля 1884)
- вдовство патриаршего престола (вакансия)
  - Агафангел Эфесский (Гавриилидис) (апрель 1884 — октябрь 1884) (местоблюститель)
- Иоаким IV (Николай Кроусоулоудис) (13 октября 1884 — 26 ноября 1886)
- вдовство патриаршего престола (вакансия)
- Дионисий V (Дионисий Харитонидис) (4 февраля 1887 — 25 августа 1891)
- вдовство патриаршего престола (вакансия)
- Неофит VIII (Иоаким Папаконстантину) (8 ноября 1891 — 6 ноября 1894)
- вдовство патриаршего престола (вакансия)
  - Нафанаил Прусский (Папаникас) (ноябрь 1894 — январь 1895) (местоблюститель)
- Анфим VII (Ангелос Цацос) (1 февраля 1895 — 10 февраля 1897)
- вдовство патриаршего престола (вакансия)
  - Нафанаил Прусский (Папаникас) (февраль 1897 — апрель 1897) (местоблюститель)
- Константин V (Константинос Валиадис)(14 апреля 1897 — 9 апреля 1901)
- Иоаким III (Христос Деведзис) (7 июня 1901 — 26 ноября 1912) (вторично)
- вдовство патриаршего престола (вакансия)
- Герман V (Георгий Кавакопоулос) (10 февраля 1913 — 25 октября 1918)

### Патриархи новейшего периода
| №                           | Изображение                 | Имя (годы жизни)            | Правление                   | Правление                   | Комментарии                 |
| №                           | Изображение                 | Имя (годы жизни)            | Начало                      | Конец                       | Комментарии                 |
| Патриархи новейшего периода | Патриархи новейшего периода | Патриархи новейшего периода | Патриархи новейшего периода | Патриархи новейшего периода | Патриархи новейшего периода |
| --------------------------- | --------------------------- | --------------------------- | --------------------------- | --------------------------- | --------------------------- |
| ~                           |                             | Дорофей (Маммелис)          | 25 октября 1918             | 19 марта 1921               | местоблюститель             |
| ~                           |                             | Николай Кесарийский         | 19 марта                    | 8 декабря 1921              | местоблюститель             |
| 261                         |                             | Мелетий IV                  | 8 декабря 1921              | 20 сентября 1923            | Отрекся                     |
| 262                         |                             | Григорий VII                | 6 декабря 1923              | 17 ноября 1924              |                             |
| 263                         |                             | Константин VI               | 17 декабря 1924             | 22 мая 1925                 |                             |
| 264                         |                             | Василий III                 | 13 июля 1925                | 29 сентября 1929            |                             |
| 265                         |                             | Фотий II                    | 7 октября 1929              | 29 декабря 1935             |                             |
| 266                         |                             | Вениамин                    | 18 января 1936              | 14 февраля 1946             |                             |
| 267                         |                             | Максим V                    | 20 февраля 1946             | 19 октября 1948             |                             |
| 268                         |                             | Афинагор                    | 1 ноября 1948               | 16 июля 1972                |                             |
| 269                         |                             | Димитрий                    | 16 июля 1972                | 2 октября 1991              |                             |
| 270                         |                             | Варфоломей                  | 22 октября 1991             |                             |                             |

## Арианскиеепископы Константинополя
- Демофил — архиепископ Константинопольский (начало 370 — начало лета 380); арианский епископ Константинополя (начало лета 380—386)
- Марин Фракийский (386 — ок. 388)
- Дорофей Антиохийский (ок. 388 — 6 ноября 407)
- Варва (Барбас) (407 — 24 июня 430)
- Савватий (430 — ?)

## Новатианскиеепископы Константинополя
- Акесий (ок. 325) участник I Никейского собора
- Ангелий (Агелий) (ок. 345—385) правил 40 лет
- Маркиан I (385 — ?)
- Сисиний (? — 412)
- Савватий (412)
- Хрисанф (412 — 26 августа 419)
- Павел (август 419 — 21 июля 438)
- Маркиан II (21 августа 438 — ?)

## Аномейскиеепископы Константинополя
- Паимений (ок. 363)
- Флоренций (ок. 363 — ?)